# Rivière Allard
Rivière Allard är ett vattendrag i Kanada.   Det ligger i provinsen Québec, i den östra delen av landet, 500 km norr om huvudstaden Ottawa.
I omgivningarna runt Rivière Allard växer i huvudsak blandskog. Runt Rivière Allard är det mycket glesbefolkat, med 2 invånare per kvadratkilometer.